# Influencer-Marketing
Influencer-Marketing (von englisch to influence: beeinflussen), auch Multiplikatoren-Marketing genannt, ist eine Disziplin des Online-Marketings, bei der Unternehmen gezielt Meinungsmacher (Influencer) und damit Personen mit Ansehen, Einfluss und Reichweite in ihre Markenkommunikation einbinden. Als sogenannte Influencer werden Akteure im Social Web bezeichnet, die durch Content-Produktion, Content-Distribution und Interaktion mit ihren Followern eine relevante Anzahl an sozialen Beziehungen und Einfluss auf ihre Follower aufgebaut haben. Organisationen versuchen Influencer aufgrund ihrer Kompetenzen und Eigenschaften im Rahmen ihrer eigenen Kommunikationsaktivitäten einzusetzen. Erfolgreiche Beeinflusser verfügen über soziale Autorität und Vertrauenswürdigkeit. Sie zeigen Hingabe, verhalten sich konsistent, sind engagiert und wirken fachlich kompetent. Sie werden von ihren Followern als Experten angesehen und gelten dort als vertrauenswürdige Vorbilder, deren Meinungen und Empfehlungen beachtet werden. Dadurch können sie die Wahrnehmung und den Abverkauf von Marken sowie Waren und Dienstleistungen beeinflussen. Je nach Zielgruppe und Kategorie von Content wird zwischen verschiedenen Arten von Influencern wie zum Beispiel Kidfluencern, Petfluencern und Sinnfluencern unterschieden.
Influencer-Marketing ist ein Teilbereich der strategischen Influencer-Kommunikation. Strategische Influencer-Kommunikation hat sich in der Forschung als Oberbegriff für Kommunikationsaktivitäten etabliert, die sich direkt an Influencer richten oder diese in Kommunikationsaktivitäten einbeziehen, um Organisationsziele zu erreichen. Bei diesen Zielen kann es sich um Marketing-Ziele ebenso wie um PR-Ziele handeln. Der Begriff strategische Influencer-Kommunikation hebt den Influencer als Akteur in der strategischen Kommunikation hervor und ist als Instrument strategischer Kommunikation zu verstehen.
Influencer können dabei fünf verschiedene Rollen für Organisationen und ihre Kommunikationsaktivitäten einnehmen: Content-Creator, Multiplikator, Protagonist (bzw. Testimonial), Moderator und Berater.

## Eigenschaften
Beim Influencer-Marketing nutzen Unternehmen die Reputation von reichweitenstarken Meinungsmachern, um Kommunikations- und Markenziele zu erreichen. In der Regel zielt Influencer-Marketing auf Abverkauf, Bekanntheit oder eine Verbesserung des Images einer Marke ab. Influencer machen eine Marke oder ein Produkt zum Gesprächsgegenstand, empfehlen sie bzw. es ihrer Zielgruppe weiter und kreieren in der Regel passende Inhalte zu den präsentierten Marken. Der Vorteil des Influencer Marketings liegt dabei in der Multiplikatorfunktion, d. h. neue Zielgruppen werden auf eine Marke aufmerksam (vergleiche Ökonomie der Aufmerksamkeit).
Im nächsten Schritt verbreiten die Abonnenten des Influencers diese Botschaft weiter.
Dieses Empfehlungsverhalten kann online – über Blogs, in Foren oder über Social Media – genauso wie offline – auf Events und im privaten Umfeld – geschehen. Damit basiert Influencer Marketing auf dem wirksamen und weit verbreiteten Mechanismus der Mundpropaganda, ist aber als besondere Form der Werbung zum Teil auch regulatorischen Anforderungen und bestimmten Kennzeichnungspflichten ausgesetzt. Um unentgeltliche Empfehlungen von Influencern besser abgrenzen zu können und Rechtssicherheit zu schaffen, hat das zuständige Bundesministerium der Justiz und für Verbraucherschutz auch regulatorische Änderungen angestoßen. Studien belegen einen größeren Einfluss persönlicher Empfehlungen auf das Konsumentenverhalten und -vertrauen im Vergleich zu allen anderen Werbeformen.

## Kritik
Das Thema Influencer-Marketing ist zwar für Unternehmen ein attraktives und vielversprechendes Marketing-Tool, vor allem für solche mit sehr jungen Zielgruppen, aber kann auch „nach hinten“ losgehen. In diesem Zusammenhang löste eine Recherche des deutschen Journalisten Marvin Wildhage einen Shitstorm aus, als er bekannte Influencer wie Enisa Bukvic und Leon Machère bat, für eine Creme namens Hydro Hype zu werben, ergo diese ihren Followern auf ihren Social-Media-Kanälen vorzustellen. Das Kuriose: Hydro Hype war gar keine innovative Anti-Aging-Creme, sondern herkömmliches Gleitgel mit ein paar weiteren Zusatzstoffen. Die Kritik, dass sich manche Influencer überhaupt nicht respektive nur ungenügend mit den Produkten, die sie vorstellen, auseinandersetzen, zeigte sich auch darin, als diese die angeblich positive Wirkung von den angeblichen Inhaltsstoffen wie „Asbest“ und „Pipi Kaka Seedoil“ bewarben.